# Lepidocolaptes angustirostris
A Lepidocolaptes angustirostris a madarak (Aves) osztályának verébalakúak (Passeriformes) rendjébe, valamint a fazekasmadár-félék (Furnariidae) családjába tartozó faj.

## Rendszerezése
A fajt Louis Pierre Vieillot francia ornitológus írta le 1818-ban, a Dendrocopus nembe  Dendrocopus angustirostris néven.

## Alfajai
- Lepidocolaptes angustirostris angustirostris (Vieillot, 1818)
- Lepidocolaptes angustirostris bahiae (Hellmayr, 1903)
- Lepidocolaptes angustirostris bivittatus (Lichtenstein, 1822)
- Lepidocolaptes angustirostris certhiolus (Todd, 1913)
- Lepidocolaptes angustirostris coronatus (Lesson, 1830)
- Lepidocolaptes angustirostris dabbenei J. G. Esteban, 1948
- Lepidocolaptes angustirostris griseiceps Mees, 1974
- Lepidocolaptes angustirostris hellmayri Naumburg, 1925
- Lepidocolaptes angustirostris praedatus (Cherrie, 1916)[2]

## Előfordulása
Dél-Amerikában, Argentína, Bolívia, Brazília, Paraguay, Suriname és Uruguay területén honos. Természetes élőhelyei a szubtrópusi vagy trópusi síkvidéki esőerdők, lombhullató erdők és mocsári erdők, valamint száraz szavannák és bokrosok.

## Megjelenése
Testhossza 22 centiméter, testtömege 29,2 gramm.

## Természetvédelmi helyzete
Az elterjedési területe rendkívül nagy, egyedszáma pedig növekszik. A Természetvédelmi Világszövetség Vörös listáján nem fenyegetett fajként szerepel.